# Silberfuchsfell

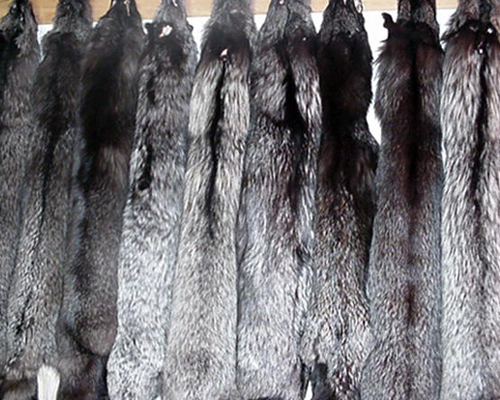
Silberfuchsfelle verschiedener Silberungsgrade
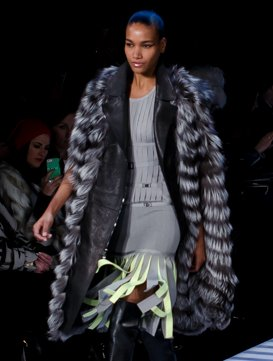
Silberfuchsmantel, galoniert (Herve Leger, New York 2014)

Im Pelzhandel steht das Silberfuchsfell an der Spitze der so genannten Edelfuchsfelle, wie da sind Polarfuchsfelle, Blaufuchsfelle und Kreuzfuchsfelle.
Der Silberfuchs, zoologisch auch Schwarzsilberfuchs, ist eigentlich eine Farbvariante des Rotfuchses (Schwärzling), er galt um 1900 als „König der Pelztiere“. Diese außerordentliche Wertschätzung genoss das Fell bereits seit über 1000 Jahren. Als die wertvollsten wurden ursprünglich rein schwarze Felle angesehen. Für ein besonders schönes Fell wurden 1910 auf einer Londoner Auktion 10.000 Goldmark bezahlt. Mit dem Silberfuchs begann in den 1890er Jahren die planmäßige Zucht von Pelztieren.

## Allgemein, Geschichte

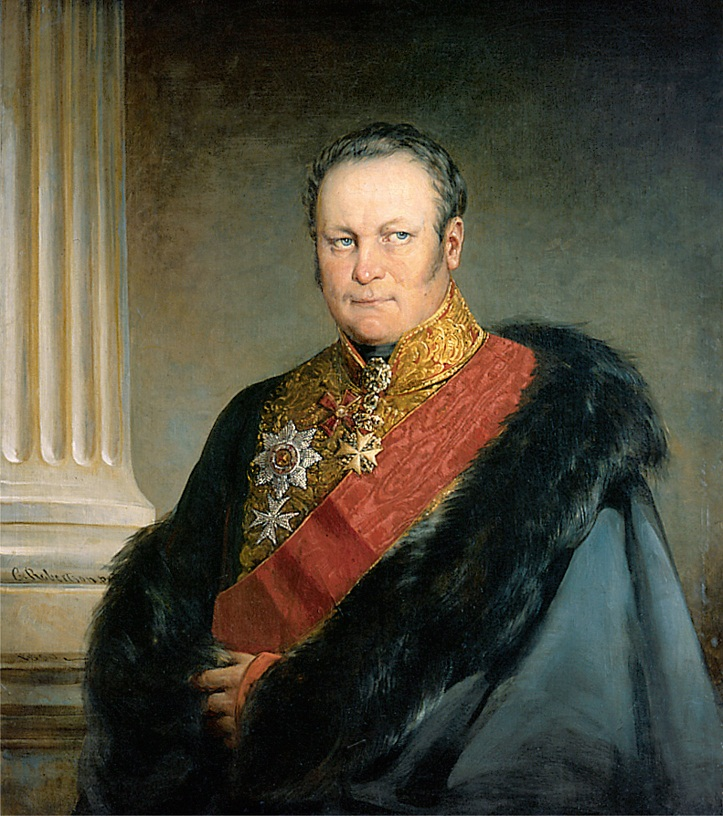
Boris Nikolajewitsch Jussupow mit Schwarzsilberfuchs-Kragen (1850)

Eine Übersicht der Preisentwicklung für Schwarz-Silberfüchse befindet sich am Ende des Artikels.
Das geringe Vorkommen von Schwarzsilberfüchsen in freier Wildbahn dürfte im Wesentlichen auf die schon seit über tausend Jahren betriebene Jagd zurückzuführen sein. Noch seltener gebraucht, aber richtiger als die Bezeichnung Schwarzsilberfuchs, wäre es, ihn Silberschwarzfuchs zu nennen. Das maßgebliche Kennzeichen ist die schwarze Farbe und nicht die Silberung. Vor allem im Mittelmeerraum schätzte man ganz besonders die seltenen, ganz schwarzen Exemplare.
Bereits im Jahr 627 erhielt der Kaiser von China vom König Wen-t'ai von Turfan (Ostturkestan, Xinjiang) einen Schwarzfuchs geschenkt, gleichzeitig mit einem Kerzenhalter, der zwei sechs Zoll hohe großen Hunde darstellte, die ein Pferd am Zügel führen.
Mit dem beginnenden arabisch-normannischen Handel waren auch die schwarzen Füchse in der arabischen Welt sehr gefragt, hatte doch der Kalif Mahdî durch ein Experiment in höchsteigener Person die Schwarzfuchsfelle als die wärmsten erkannt. In einer frostklaren Winternacht füllte er mehrere Flaschen mit Wasser und umwickelte sie mit verschiedenen Fellen; der Versuch ergab, dass nur die Flasche mit dem Schwarzfuchsfelle nicht zufror. Nach den Berichten al-Mas'udis aus dem 10. Jahrhundert bezogen die Araber ihre Schwarzfuchsfelle allerdings aus dem Lande der Burtâ (größtenteils am linken Wolgaufer, Nachkommen sind die Tschuwaschen).
Das oben genannte Geschenk an den chinesischen Kaiser lässt bereits den besonderen Wert eines Schwarzfuchsfells erkennen. Der Reisebericht des ebenfalls bereits erwähnten al-Mas'udi (gest. 957) ist die erste Überlieferung mit einer Preisangabe, dort heißt es über die Burtâ:
„Aus ihrem Lande werden schwarze und rote Fuchsfelle exportiert, die als burtasische bekannt sind. Ein Fell von ihnen kommt auf 100 Goldstücke und mehr zu stehen, wenigstens von den schwarzen, die roten sind wohlfeiler. Die schwarzen tragen die Könige der Araber und Perser und treiben wetteifernd Luxus mit dieser Tracht. Er ist ihnen teurer als Zobel, Fennek und sonstiges Pelzwerk. Die Könige lassen sich aus ihnen Mützen, Kaftane und Mäntel machen, und es gibt kaum einen König, der nicht einen Mantel oder Kaftan besässe, gefüttert mit diesen schwarzen burtasischen Füchsen.“

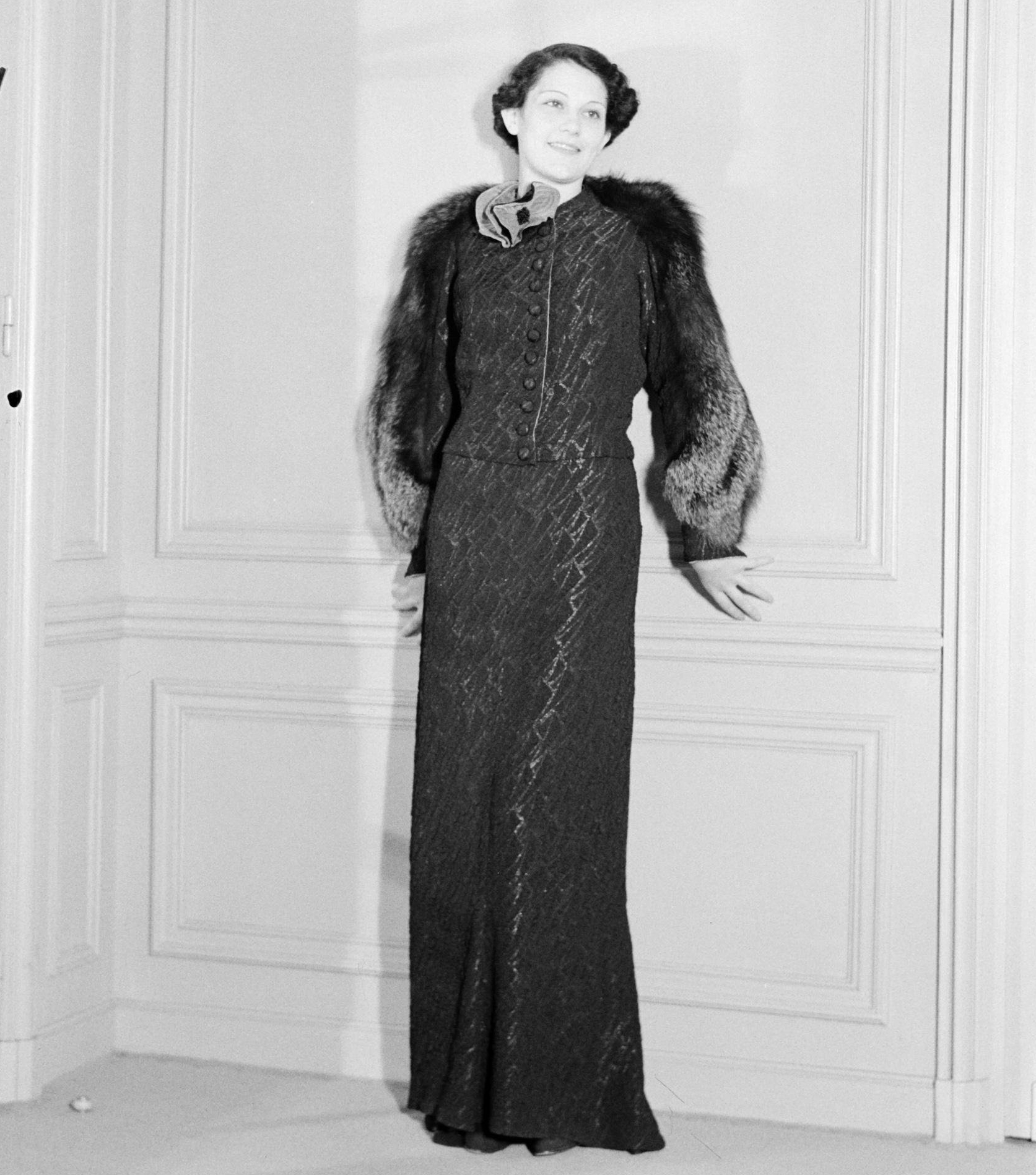
Abendkostüm mit Silberfuchs-Ärmeln (Niederlande, 1936)
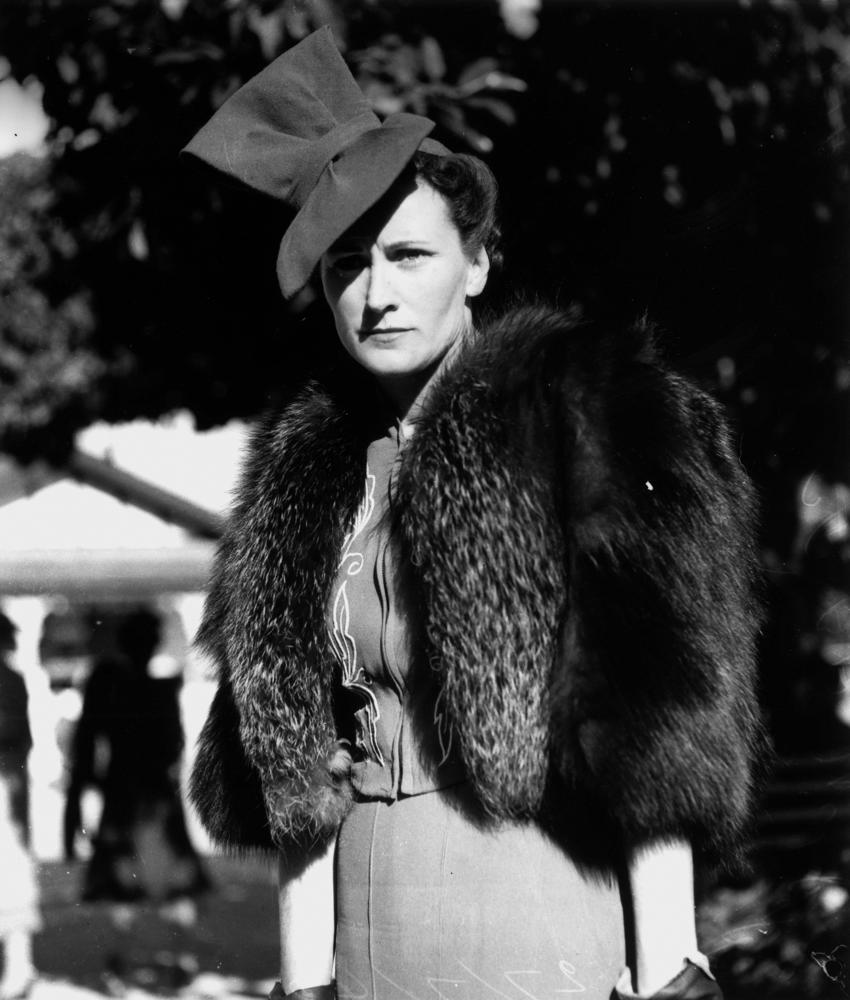
Silberfuchs-Abendjäckchen (Australien, 1940)

Schwarz war die Farbe der Abbassiden, daher waren am Hofe der Herrscher nur schwarze Pelze zu tragen.
Weiter schrieb al-Mas'udi:
„Andere (Schiffe auf der Wolga) aus dem Lande der Burtâs bringen schwarze Fuchsfelle und das sind die geschätztesten und wertvollsten Pelze. Es gibt davon auch rote und weiße, welche mit dem Fennek konkurrieren können, und schwarzweiße (offensichtlich wird zwischen reinschwarzen und Silberfüchsen unterschieden); die schlechteste Art ist die als Beduinenfuchs bekannte. Die schwarze Art findet man nirgends als in dieser Gegend und den angrenzenden Distrikten. Die Könige der Barbaren treiben Luxus, indem sie sich in diese Felle kleiden und Mützen und Pelze daraus tragen. Die schwarze Art erzielt einen hohen Preis. Man importiert davon nach der Gegend von bâb al-abwâb, Berdha'a und Teilen von Khorâsân und bisweilen wird er ins Land der Kirgisen(?) importiert, dann ins Land der Franken und nach Spanien und man bringt diese Felle, schwarze und rote, nach dem Magrib.“
Vom arabischen Geographen und Postmeister Ibn Chordadhbeh (* um 820; † um 912) erfahren wir, dass warägische Kaufleute die Schwarzfuchspelze von den äußersten Ländern der Slawen bis an das Mittelländische Meer gelangen lassen; nach Ibn Hauqals Bericht aus dem 10. Jahrhundert kommen diese nach dem Süden verhandelten Felle zum größten Teil aus dem Land der Ersa, ein Teilstamm der ostfinnischen Mordwinen, ihre Heimat war das Quellgebiet der Oka, über die Wolga bis gegen den südlichen Ural.
Teile sibirischer Völker waren lange Zeit verpflichtet, der russischen Krone einen Tribut, den „Yassak“ abzuliefern. Er wurde hauptsächlich in edlem Fellwerk bezahlt. 1237, nach Eroberung des alten „Rus“, wurde jeder Einwohner gleich welchen Alters verpflichtet, je ein Fell vom Braun- oder Eisbär, Biber, Zobel, Iltis und Schwarzfuchs abzuliefern. Daraus könnte man schließen, dass die Schwarzfüchse zu der Zeit dort noch häufig vorkamen. Unklar scheint oftmals, inwieweit sich die jeweiligen Aussagen in der Zeit nur auf vollschwarze Silberfüchse beziehen.
Fünf Jahrhunderte später, 1709, heißt es in einem Jagdbuch: „In der Moskau und anderen mitternächtigen Orten hat es auch weisse und schwarze Füchse, aber die weissen acht man nicht groß, sind auch nicht theuer, die schwarzen werden aber so theuer und hoch bezahlt, dass man vor manchen schwarzen Balg 20 oder 30 Gulden zahlen muß.“ Und 1791 über schwarze Füchse, eine besonders kostbare Rauchware aus Lappland: „...daher es denn auch in Russland, wo diese Bälge angeblich bloß zum Gebrauche des Hofes aufgehoben werden, bey hoher Strafe verboten seyn soll, damit zu handeln oder solche ins Ausland zu bringen.“
Ein Kürschnerfachbuch aus dem Jahr 1911 sagt über den Fellpreis: „Der russische Schwarzfuchs gehört zu den größten Füchsen und kommt im Handel fast nicht nach Europa, weil die ganze Ernte gewöhnlich von den Russen behalten wird und die Felle doch im ganzen so selten sind, daß ausgesucht schöne Exemplare oft mit ganz fabelhaften Preisen bis zu 20.000 Mark bezahlt werden.“ Eine Besonderheit der Verarbeitung noch um 1910 lässt der Hinweis erkennen, dass ein Pelz aus Silberfuchs-Kehl- und Nackenstücken damals 25 Tausend Mark kosten konnte. Ein ganz aus den schwarzen Hälsen der Silberfüchse verfertigter Pelzrock des Zaren war auf der Welt-Industrieausstellung von 1851 ausgestellt, sein wirklicher Geldwerth betrug 23.300 Taler. Die Genickstücke der Silberfüchse sind häufig auch bei sonst silbrigen Fellen völlig schwarz. Vermutlich erklärt sich entsprechend der damaligen extremen Wertschätzung der seltenen reinschwarzen Füchse die Verwendung von ausschließlich dieser Fellteile für einen Mantel sowie auch der damit erzielte hohe Preis.
Die heutigen Farmfüchse stammen von nordamerikanischen Silberfüchsen ab. Ein Fell war den Eingeborenen dort mehr als fünfzig Biberfelle wert. Nahm ein Häuptling ein solches Fell als Geschenk an, so galt das als ein Akt der Versöhnung.
Noch zu Beginn des 20. Jahrhunderts erzielten die reinschwarzen Felle auf den Londoner Auktionen mit damals zwischen 5000 und 7000 Mark die höchsten Preise. Ein englischer Kürschner schrieb 1913, dass in manchen Jahren nur zwei bis drei Felle in den Handel kamen, silbrige Felle erzielten nur wenige Pfund Sterling. Ende der 1930er und Beginn der 1940er Jahre bevorzugte man dann vollsilbrige, also ganz helle Silberfuchsfelle.

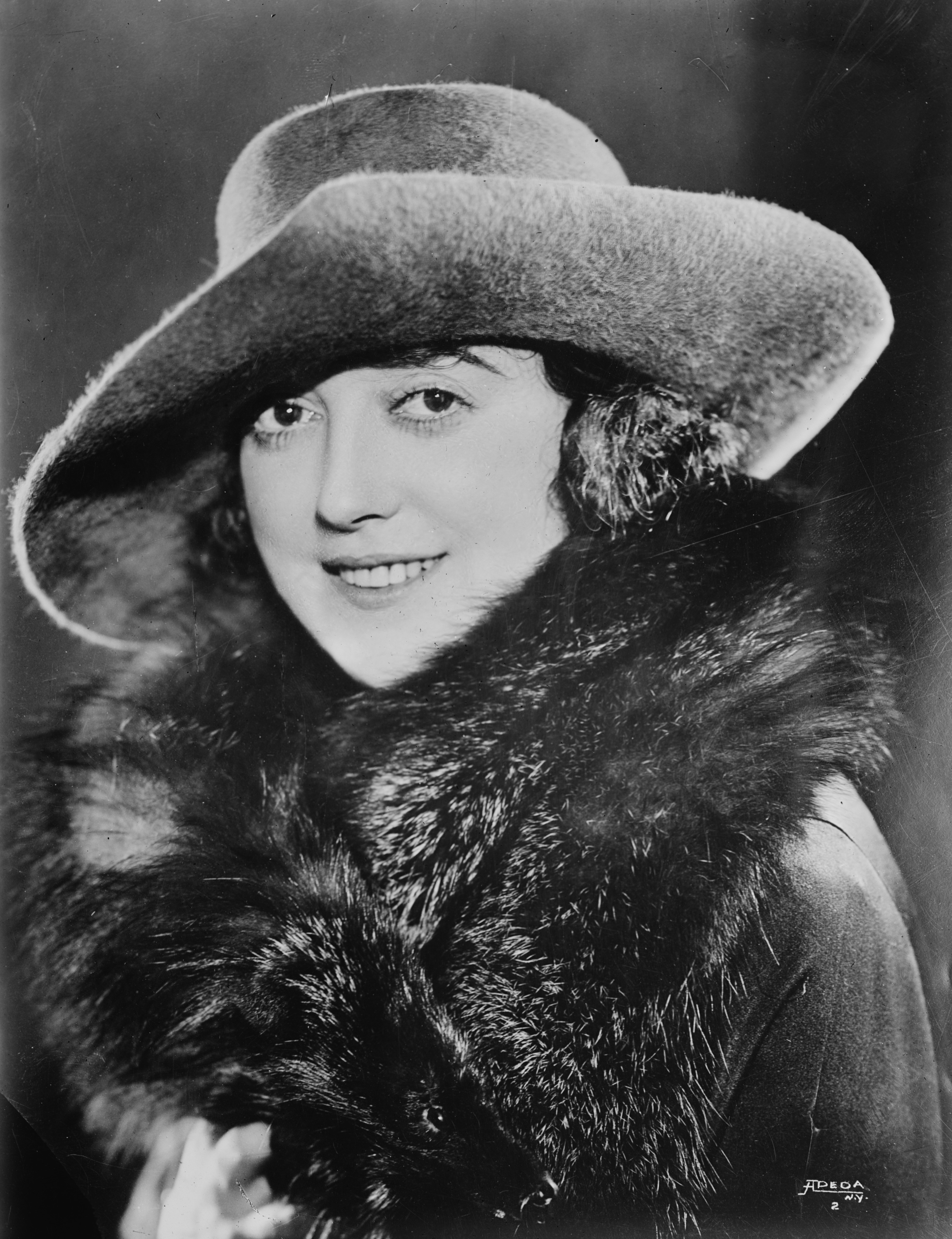
Silberfuchskollier, Stummfilmstar Mabel Normand, USA (1892–1930)

Die Neuzeit der Silberfuchsmode begann mit dem einfelligen Silberfuchskollier, rundum Fell mit naturalisiertem Kopf. Anfangs war der Silberfuchs noch kein Artikel des täglichen Bedarfs, er wurde nie auf der Straße getragen. Bald waren es zwei Felle, in der Saison 1935/36 kamen Capes und Pelerinen hinzu, dann aber auch Jacken und schließlich Mäntel. Jahrzehntelang stand dann das Silberfuchsfell an der Spitze der für Pelzbekleidung genutzten Fellarten. Den Silberfuchs umgab der Nimbus von großer Seltenheit und höchster Bewertung. Mit der Ausweitung der Zucht verlor sich dieses Ansehen nicht, bald bestimmte er allein das modische Bild aller festlichen Begebenheiten und auf der Tribüne eleganter und sportlicher Öffentlichkeit. Mit der Bewunderung der scheinbar zeitlosen Schönheit war es jedoch vorbei, als der Silberfuchs alltäglich geworden war. Fast völlig verschwand er vom Markt und von der Straße, als die Mode sich um 1950 von den langhaarigen Fellen abwandte und stattdessen Fellarten wie Persianer und Nerz bevorzugte.
Der Londoner Rauchwarenhändler Francis Weiss schrieb in seinem Bericht über das Auf und Ab von Pelzpreisen (der Silberfuchspreis war zwischenzeitlich von £ 500,- auf 50 bis 60 Schilling gesunken): „Kurz vor dem Zweiten Weltkrieg kamen Silberfuchs-Stolen in den USA als „Straßenmädchen-Uniform“ in Mode. Demzufolge wagte es für die nächsten Jahrzehnte keine anständige Frau, einen Silberfuchs in der Öffentlichkeit zu tragen.“
Für Deutschland traf das nur bedingt zu. Der Krieg verhinderte mangels Devisen die Einfuhr wertvoller Pelzarten, eine deutsche Frau trug ohnehin deutschen Pelz, das war hauptsächlich das preisgünstige, aber nicht sonderlich renommierte Kaninchen, aber es gab auch noch den gezüchteten Silberfuchs. Immer mehr Silberfuchsfarmen entstanden, Silberfuchsfell wurde zum Lieblingspelz der Hitlerzeit. Filmstars waren privat und auf der Leinwand mit voluminösen, schulterbetonten Capes zu bewundern und regten zur Nachahmung an. Als die deutschen Truppen Dänemark und Norwegen besetzten, brachten die Soldaten ihren Bräuten und Ehefrauen ein oder zwei dort gezüchtete Silberfuchsfelle mit, die der heimische Kürschner dann meist zu einem Kollier mit Kopf, Schweif und Pfoten oder zu einem Wellenkragen mit Pfoten oder aber einem einfachen Schalkragen oder einer Pelzstola arbeitete. Mit der Währungsreform 1948 endete dann auch in Deutschland die Zeit der Langhaarmode.

## Wildlebender Silberfuchs

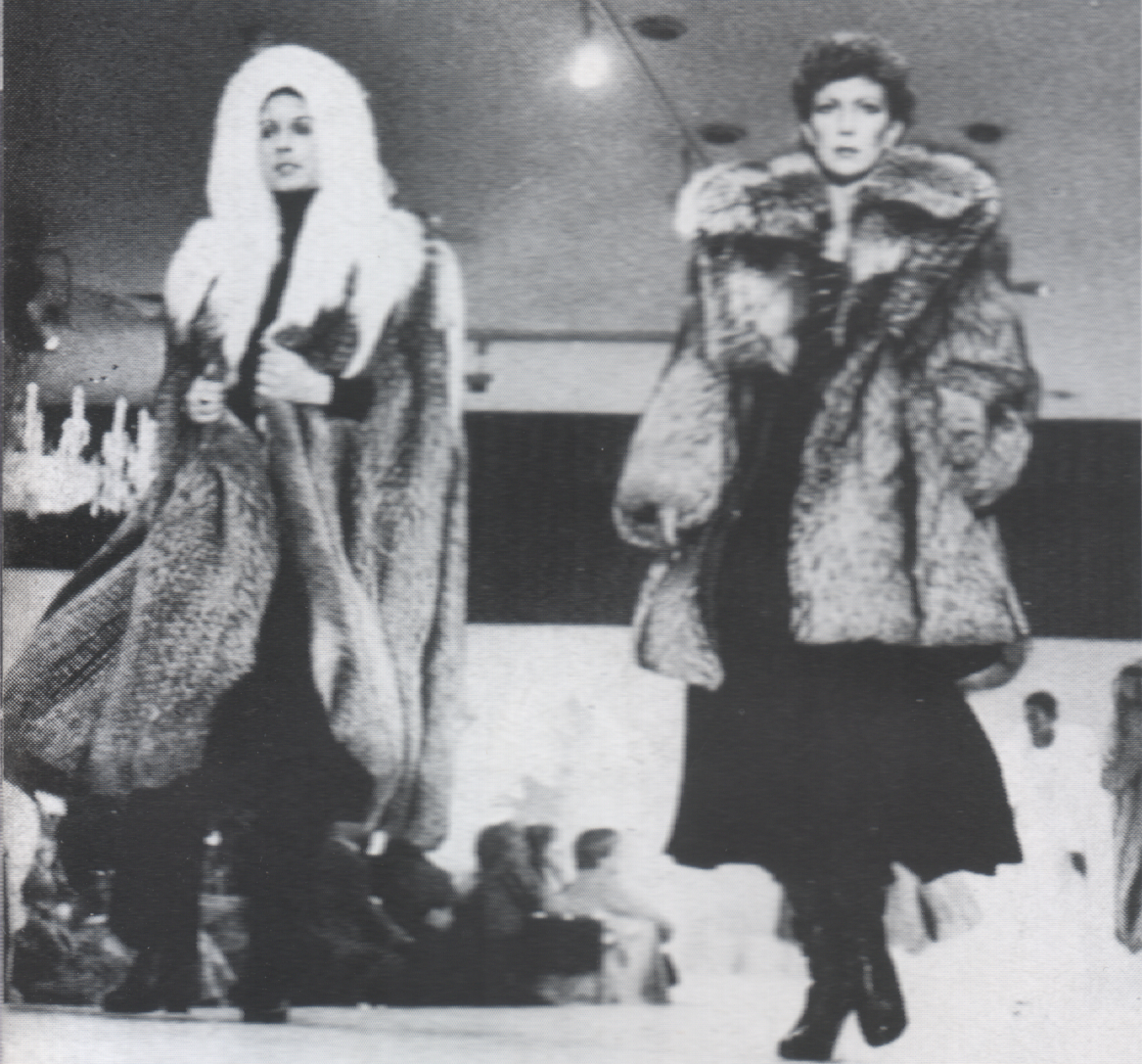
Silberfuchs-Cape (mit weißem Fuchs) und -Kurzmantel (Deutschland, 1978)

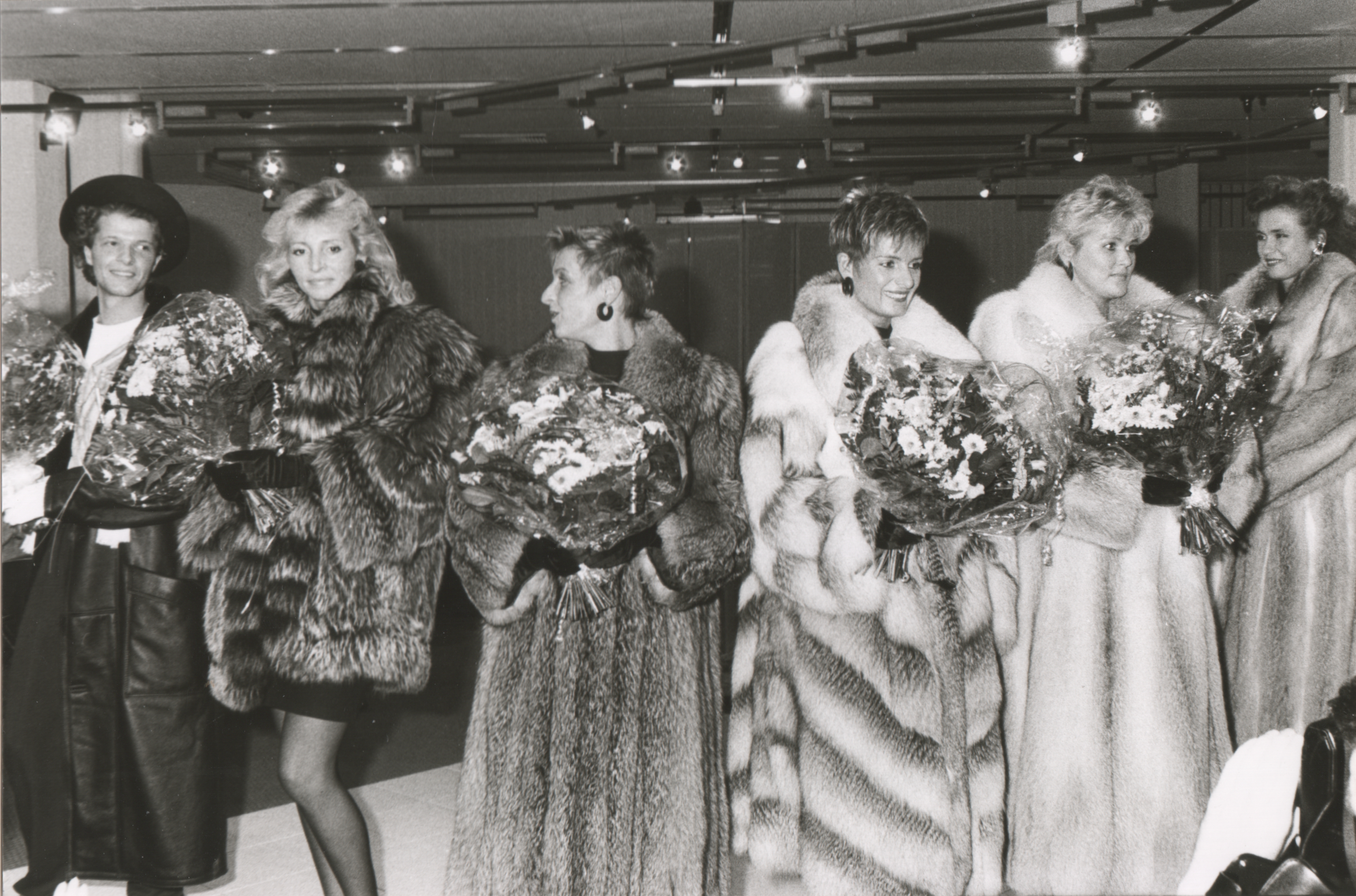
Von links: Silberfuchs-Kurzmantel,
Bluefrost Fuchsmantel, zwei Fawnlight Fuchsmäntel, Golden Island Fuchsmantel (Deutschland, 1988)

In freier Wildbahn ist der Silberfuchs nur noch in geringer Zahl im nördlichen Nordamerika (Labrador, British Columbia, Alaska, Kanada) und in Nordost-Sibirien anzutreffen. Der Fang des amerikanischen Silberfuchses war einmal fast ausschließlich ein Privileg der Peguis Chippewa-Indianer, in deren Gebiet er hauptsächlich zu finden war. Der wildlebende Silberfuchs ist ein Schwärzling der verschiedenen Rotfuchsarten, in deren Verbreitungsgebiet er lebt, entsprechend unterschiedlich sind die Felle aus den entsprechenden Herkommen (Labrador, Neubraunschweig, Insel Sitka usw.).
Wo das Rotfuchsfell verschiedene Farbschattierungen im rotbraunen Spektrum aufweist, sind beim Silberfuchs alle Farbpigmente schwarz. Desto auffälliger sind die nicht gefärbten, silberweißen Haare oder Haarabschnitte, auch ist die Schweifspitze wie beim Rotfuchs weiß. Die Grundfarbe des Felles ist schwarz (fachsprachlich tief„blau“) mit unterschiedlich starker Silberung. Außer den schwarzen Grannenhaaren, die aus der mehr oder weniger dunklen Unterwolle herausragen, finden sich schwarze Grannenhaare mit einer weißen Querbinde. Alles zusammen erscheint dann als „Silberung“, deren Intensität je nach Mode unterschiedlich bewertet wird.
Die Haarspitzen des Silberfuchses sind niemals weiß, sie sind immer schwarz oder braun.
Die Behaarung an sich ist lang und seidig bis fein, glänzend und dicht, das Unterhaar wird vom Grannenhaar gut abgedeckt. Die Granne ist wesentlich steifer als die des Blaufuchses. Die feinste Haarbildung ist im Nacken, oft mit einem krausenartigen Behang nahe der Schultern. Diese für kanadische Silberfüchse typische Mähne ist im Zusammenhang mit der Zucht vollsilbriger Silberfüchse bei diesen inzwischen fast völlig verschwunden. Der Schweif ist besonders buschig.
Die Felle werden nach dem Grad der Silberung unterschieden. Sie kann völlig fehlen, sich über ein Viertel, die Hälfte, ein Dreiviertel oder mehr des Rückens (vor allem der Hüftgegend) erstrecken. Die als Maske bezeichnete Silberung der Augenpartie kann auch weiter über den Kopf verbreitet sein. Für die Sortierung und die Bewertung ist es wichtig, ob das Silberband sich scharf gegen den schwarzen Teil des Haars absetzt (clear) oder ob sich zwischen schwarz und weiß ein mehr oder weniger breiter Übergang befindet. Ist das weiße Band sehr schmal, erscheint das Fell häufig „Pfeffer und Salz“-artig. Liegt das Silberband nahe der Spitze und ist es sehr breit, erscheint das Fell mehr kreidig. Überdecken die schwarzen Haarenden die weißen Ringe, so scheint das Fell, im Zusammentreffen mit den reinschwarzen Grannen, wie mit einer Art Schleier überzogen.

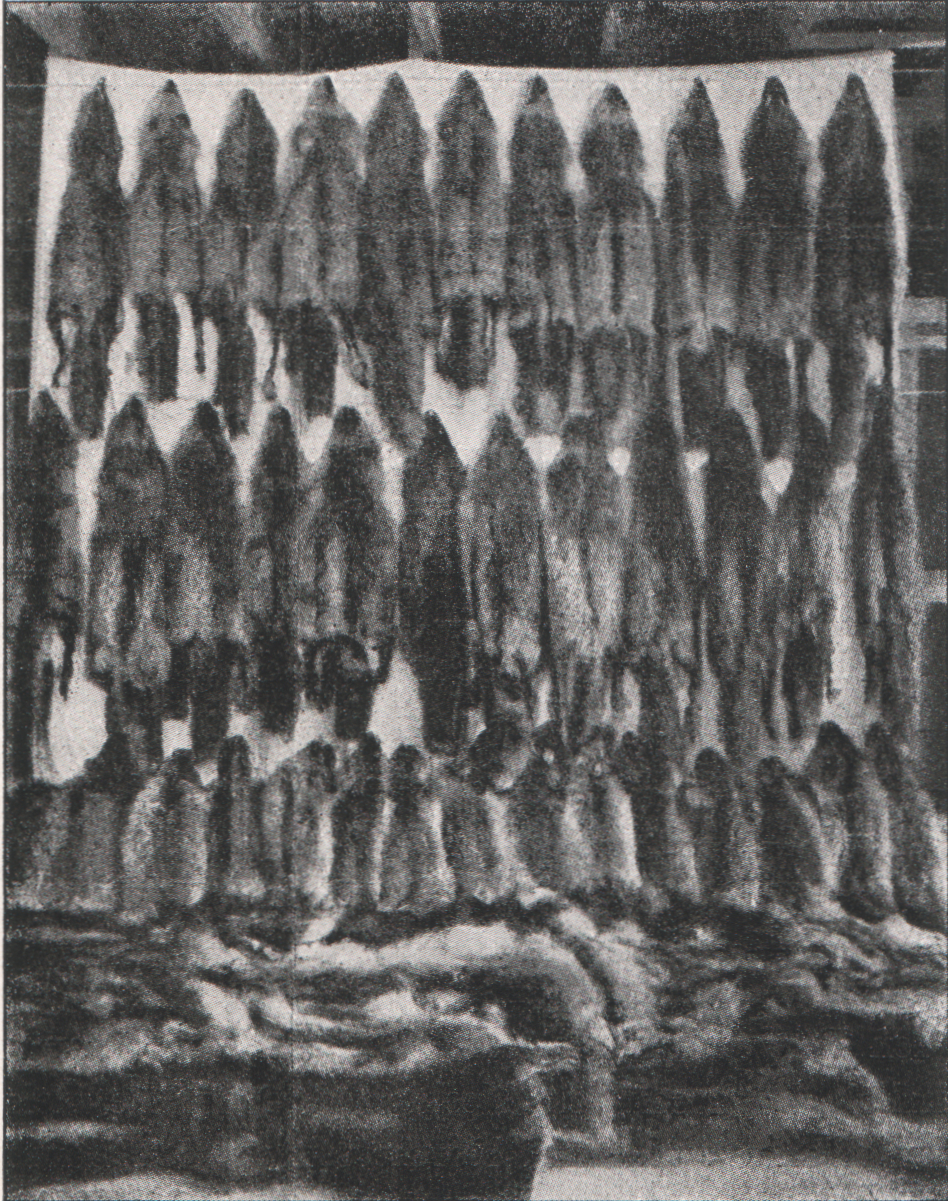
Silberfuchs-Jahreskollektion in einem Fort der Hudson’s Bay Company (vor 1912)

Herkommen (Wildfänge)
Nordamerikanische: Die besten Felle kommen aus den Hudson-Bay-Territorien und Labrador.
Die von der Westküste, vor allem aus Alaska, sind größer in der Fläche und kräftiger im Wuchs, doch gröber im Haar (Sitka-Fuchs).
Sibirische: Der Farbeindruck ist schiefrig, leicht bleifarben.
Häufig ist ein bräunliches, rundliches Abzeichen an Schultern und Hüften, die sibirischen Jäger nennen es Jabloki (Äpfelchen). Der Handelsname für diese Felle ist, zusammen mit den bräunlichen Rotfüchsen, Tschernoburi (Schwarzbraune).
Die besten sibirischen Wildfänge kommen aus dem Gebiet der Lena (Lensky), als recht gut gelten auch Felle aus den Gebieten der Flüsse Indirka und Kolyma.
Farbsortiment (für Wildfänge und Farmfüchse)
Dark, Slightly Silvery, Silvery, Quarter Silvery, Half Silvery, Three Quarter Silvery, White Silvery (nur für polnische Farmfüchse).
Zusätzlich wird die Qualität der Farbe unterschieden in
Rein im Silber
Klarsilber. Silberung frei von gelblicher bzw. bräunlicher Färbung; reinsilbrige Felle haben den höchsten Wert.
Kreidig
Silberung von kreidigem (bleifarbenem) Anschein. Die so genannte „blaue“ Tönung erscheint verschleiert.
Affensilbrig
Meist bräunliche Silberung. Das Oberhaar ist mit seiner Steife und der geringen Geschmeidigkeit dem Affenhaar ähnlich.
Sortiment für Wildfänge
Hudson’s Bay Company: Kanadisch, Skandinavisch
Russland: Kamtschatka, Sibirische, Nördliche (europäisches Russland)
Die Felle werden in Beutelform abgezogen, mit dem Haar nach außen angeliefert.
Der Jahresanfall an Fellen wildlebender Silberfüchse ist seit Jahrzehnten unbedeutend, auch weil sie der Qualität der Zuchtfelle wesentlich nachstehen.

## Farm-Silberfuchs

Fuchsfarmer in Nordkanada mit Jungtier (ca. 1. Drittel 20. Jh.)

Erste Zuchtversuche begannen, noch ohne größeren Erfolg, etwa um 1870 bis 1880 in Kanada auf der Prinz-Eduard-Insel. Den Durchbruch brachten dann, ebenfalls dort, die systematischen Züchtungen des Kanadiers Charles Dalton, der durch die erzielten hohen Preise zum ersten Mal 1894 auf sich aufmerksam machte. Er fusionierte bald mit dem Silberfuchsfarmer Robert Oulton; ihnen wurde am Ort ihres Wirkens, in Summerside, ein gemeinsames Denkmal gesetzt und ein Silberfuchsmuseum eingerichtet. Anfang des 19. Jahrhunderts sandten sie die ersten Silberfuchsfelle zur Versteigerung nach London. Dabei verschwiegen sie, dass es sich um Zuchtprodukte handelte. Die Ergebnisse waren bereits erstaunlich. 1910 erzielten sie bei C. M. Lampson & Co. einen Durchschnittspreis von 275 Pfund, das teuerste, ein Schwarzfuchsfell, erbrachte 540 Pfund. Als dann die Wahrheit bekannt wurde, begann der Run auf die Zuchttiere. In der Spitze kostete ein Zuchtpärchen später 35.000 Dollar. In der Geschichte der Pelztierzucht zeigten sich bei attraktiven Neuzüchtungen immer wieder solche Preisblasen. Sie blähen sich eine Zeitlang beständig auf, nicht nur bedingt durch den Pressewirbel – die Berichte über die astronomischen Preise schaukeln diese noch weiter hoch –, sondern vor allem, weil es anfangs sehr viel lukrativer ist, Zuchttiere anstelle der Felle zu verkaufen. Es kommen über einen längeren Zeitraum trotz der Preise kaum gute Felle auf den Markt. Sowie sich nicht mehr genügend Käufer für die inzwischen vielen Tiere finden, platzt die Blase ohne Übergang und manch hoffnungsvoller Züchter, der sein ganzes Geld in die teuren Zuchtpärchen und die Ausrüstung investiert hatte, stand plötzlich vor dem Ruin.

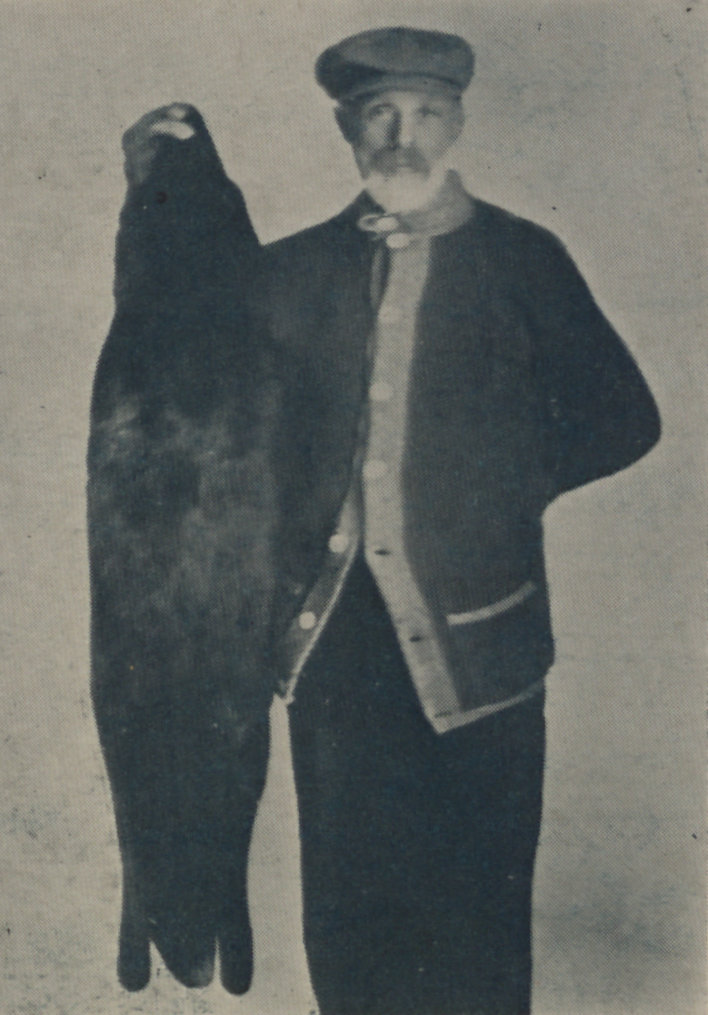
Fuchsfarmer mit Schwarzfuchsfell (1914)

In Europa entstanden die ersten erfolgreichen Silberfuchsfarmen in Schweden und Norwegen. 1913 importierte Arne Christensen für 3000 £ das erste Silberfuchspärchen von Kanada nach Oslo. Im Jahr 1925 wird als bis dahin weltweit höchster Preis für ein Zuchtpärchen 30.000 englische Pfund genannt. – Skandinavien ist auch heute wieder ein wesentlicher Lieferant von Silberfuchsfellen.
Auf Betreiben Leipziger Rauchwarenhändler wurde 1920 die „Deutsche Versuchstierzüchterei edler Pelztiere GmbH“ gegründet und in Hirschegg-Riezlern, nahe Oberstdorf im Kleinwalsertal, eine Silberfuchsfarm finanziert, in der dann 1923 der erste Wurf deutscher Silberfüchse fiel. Die Gründung fiel in die Inflationszeit, nur im zollfreien deutschen Kleinwalsertal war es damals möglich, ein Stück Land dafür zu erwerben. Kurz darauf gründeten Privatleute in Anbetracht der Verkaufserlöse, insbesondere auch für Zuchttiere, weitere Farmen: in Oberbayern, in den deutschen Mittelgebirgen und an der Elbe- und Wesermündung. 1925 war dann das Jahr mit dem großen Boom in der Silberfuchszucht; in erheblicher Zahl entstanden Farmen in nahezu allen deutschen Gebieten. Die erste deutsche Silberfuchsauktion, auf der allerdings zum großen Teil mindere und minderste Ware versteigert wurde – die Züchter trennten sich bei der Gelegenheit von den weniger zur Zucht geeigneten Tieren – fand 1931 in Leipzig statt.
1910 wurde die Weltproduktion bereits auf 9500 Felle beziffert, 1928 auf 80 Tausend und 1939 mit der Höchstzahl von 1¼ Millionen. Ein Fell kostete damals 200 bis 300 Mark, der höchste Preis für ein Farmfell lag in der Zeit des „Silberfuchsrummels“ Anfang der 1930er Jahre bei US $ 2100. Bei der Ernte 1935 betrug bei der Hudson’s Bay Company der Anfall von Wildfellen kaum noch sieben Prozent, und „nicht eines der Felle kam an Qualität den gezüchteten nahe“. Anders als bei der Nerzzucht, bei der es verhältnismäßig lange dauerte, fanden die Silberfuchsfelle aus der Farmhaltung sehr schnell Anerkennung.
Für die Zucht verwendete man anfangs zwei Rassen: den Kanadischen Silberfuchs (Standard-Strain) und den Alaska Silberfuchs (Alaska-Strain). Beide weisen erhebliche Unterschiede in Größe, Körperbau und Haarstruktur auf. Da der Kanadische Silberfuchs besonders feinhaarig und seidig im Haar ist, gab man nach und nach die Zucht des Alaska-Strain auf. Ende der 1930er Jahre gab es in Europa fast nur noch Nachkommen des ostkanadischen Silberfuchses.
Der Wert der Felle richtet sich neben den allgemeinen Qualitätsmaßstäben nach der Verteilung der Silberung (Viertel, Halb-, Dreiviertel- und Vollsilber). Auch werden „dark silver“, „full silver“ und „white silver“ gezüchtet, wobei sich die Wertschätzung für die verschiedenen Farbvarianten je nach Mode ändert. 1988 hieß es zum allgemeinen Preis der Silberfuchsfelle, sie unterliegen großen Schwankungen, bewegen sich aber in der Regel etwa beim Doppelten des Blaufuchspreises. Auch Blaufuchsfelle kommen heute fast ausschließlich aus Zuchtfarmen.
Bei einer Einteilung der Pelztiere in die Haar-Feinheitsklassen seidig, fein, mittelfein, gröber und hart wird das Silberfuchshaar als fein eingestuft.
Derzeit werden sehr langhaarige, hellere Silberfüchse bevorzugt, die mehr Silber aufweisen. Beine, Schweif und Schnauze sollen möglichst schwarz sein und einen starken Kontrast zum übrigen Fell bilden (2012).

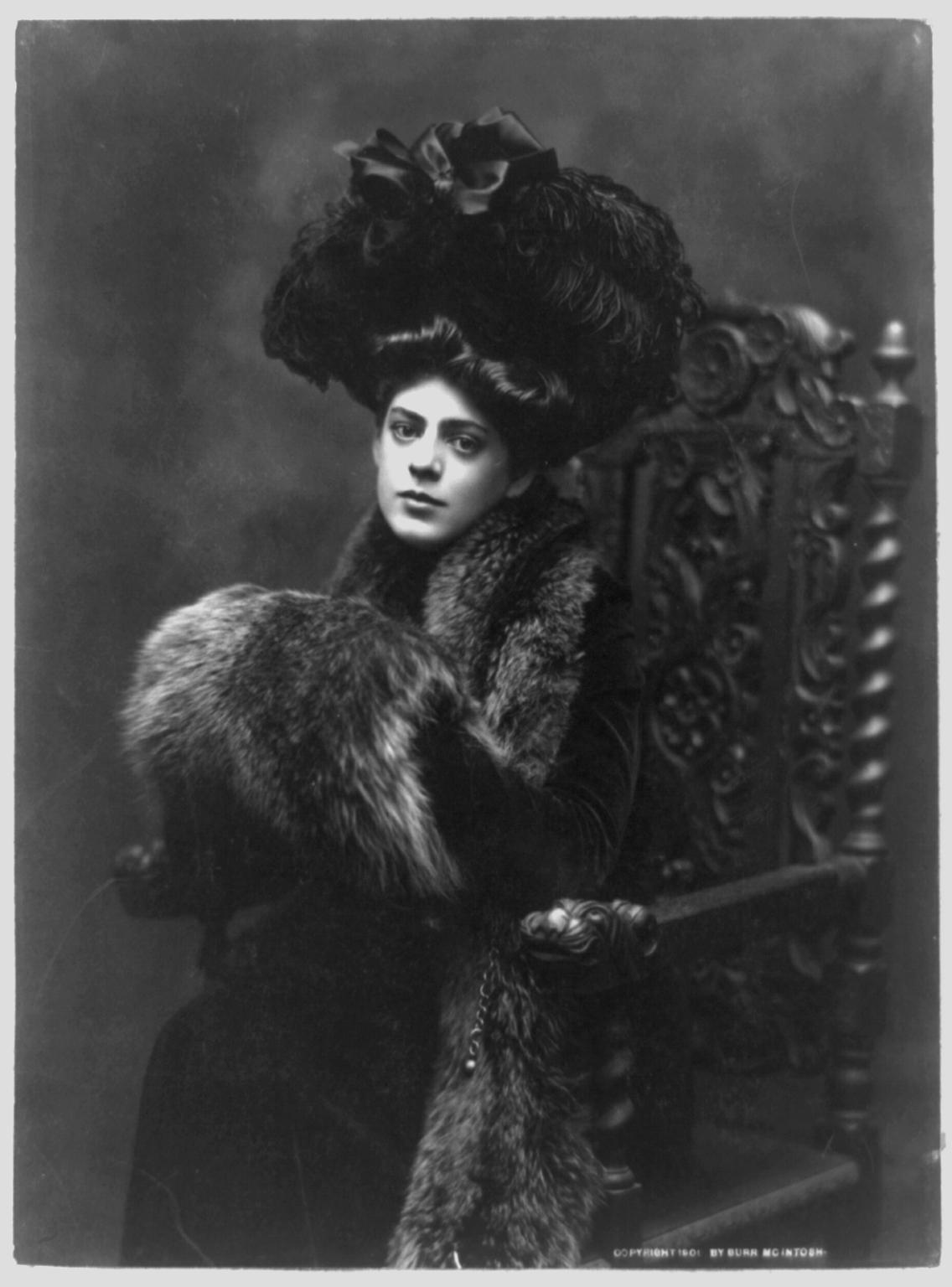
Silberfuchsmuff und -schal, Schauspielerin Ethel Barrymore (USA, ca. 1901)

- Rein gezüchtet ergeben beide Silberfuchsrassen immer wieder Silberfüchse. Kreuzt man sie miteinander, erhält man den so genannten Patch Fox, eine Art → Kreuzfuchs mit grauen und bräunlichen Abzeichen auf der Schulter und dem Rücken, der kaum mehr dem Silberfuchs ähnelt.[22]

- Eine Farbvarietät des Silberfuchses ist der erstmals bei einem norwegischen Züchter geborene Platinfuchs. Schmidt beschrieb das → Platinfuchsfell: „Kennzeichen ist die eigentümlich lichte Farbe, die durch das Zusammenspiel von hellen, zumeist rein weißen, teils dunklen bis schwarzen, teils auch Silberhaaren entsteht. Der bald helle, bald dunkle Fellcharakter lässt die Tiere mitunter als gescheckt erscheinen.“ Bei dem ersten Erscheinen auf den Auktionen erzielte diese Abart höhere Preise als die Silberfuchsfelle – mit 27.000 Reichsmark den höchsten Preis, der je für ein einzelnes Fell bezahlt wurde.[6] Ein damals bekannter New Yorker Kürschner lieferte dem Filmstar Paulette Goddard einen Mantel aus 13 Fellen, der etwa 250.000 Reichsmark gekostet haben soll. Allein nur das Kragenfell kostete den Kürschner 25.000 Reichsmark. Allerdings wurde in der Pelzfachpresse vermutet, als sei in dem Preis auch ein gutes Teil Reklame für beide Teile mit eingeschlossen.[35]

- Weitere spätere, aus dem Silberfuchs hervorgegangene Mutationen sind zum einen der White Face = Weißgesichts-Fuchs. Sein Kennzeichen sind die weißen Abzeichen: ein mehr oder weniger geschlossener Halskragen, eine schmälere oder breitere Blesse und weiße Läufe; dann der ‚Ringneck‘, zu dem eine ganze Anzahl von Übergängen von dem Platinfuchs führen. Sie alle haben den gleichen Charakter, aber doch sehr verschiedene Formen und Ausführungen von weißen Abzeichen.[6]

- Der Pearl-Platin-Fuchs hat eine einheitlich helle, blaubräunliche Farbe ohne Abzeichen. Von dieser in Amerika entstandenen Silberfuchsabart wurde erstmals 1942 berichtet.[6][36]

- Beim Burgunder-Fuchs ist das schwarze Pigment des Silberfuchses durch eine bräunliche, schokoladenähnliche Farbe ersetzt.[6]

- Der Pastellfuchs entstand 1946 aus einer Kreuzung zwischen White-Füchsen und Platinfüchsen. Er hat eine warme, graubraune Farbe, die ein wenig an Sand erinnert.[6]

- Der gletscherblaue Glacier-Blue-Fuchs, aus Platin- und Pearlplatin-Füchsen herausgezüchtet,[6] ist wohl unter diesem Namen nicht mehr im Handel.

- Der Schneefuchs, eine russische Mutation, hat ein weißes Fell mit schwarzmarmorierter Schnauze, schwarzen Ohren und dunkel gezeichneter Rückenlinie.

Als „Atomfuchs“ bezeichnete 1959 der norwegische Züchter Sverre Omberg seine Neuzüchtung eines weißen Silberfuchses, den er aus einer wenige Jahre zuvor aufgetretenen Mutations herausgezüchtet hat. Sie wurde als „der erste weiße Silberfuchs der Welt“ angekündigt. Das Fell ist schneeweiß, dem Rückgrat (Grotzen) entlang verläuft ein etwas dunklerer Aalstrich und auf beiden Seiten ist eine Spur silber zu sehen, ebenso an den Ohrenrändern und um die Augen.

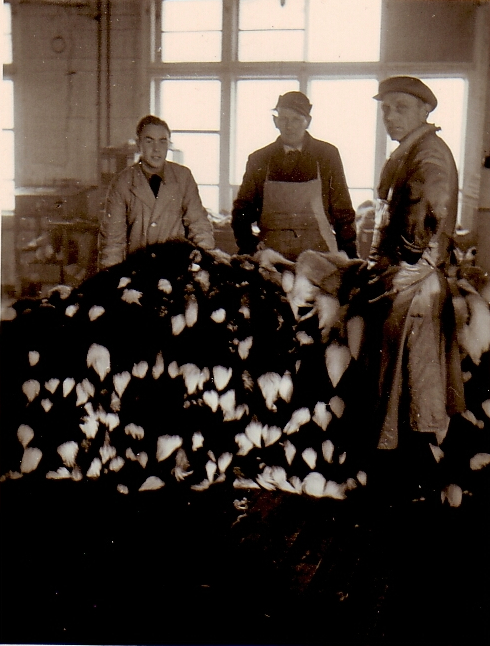
Sortieren der Silberfuchsfelle bei der Leipziger VEAB, Volkseigener Erfassungs- und Aufkaufbetrieb, u. a. für Felle (1950/51)

Farmsilberfüchse werden auf Auktionen und im Rauchwarengroßhandel unter folgenden Angaben gehandelt (Stand 1988):
Herkommen
Polnische und Skandinavische
Russische
Kanadische
(aus diesen Gebieten kommen derzeit die größten Anlieferungen)
Größenbezeichnungen
| Polnische und Skandinavische |               |  | Russische |                |
| ---------------------------- | ------------- |  | --------- | -------------- |
| 00 =                         | über 106 cm   |  | 1 =       | über 95 cm     |
| 0 =                          | 97 bis 106 cm |  | 2 =       | 80 bis 94,5 cm |
| 1 =                          | 88 bis 97 cm  |  | 3 =       | unter 80 cm    |
| 2 =                          | 79 bis 88 cm  |  |           |                |
| 3 =                          | 70 bis 79 cm  |  |           |                |
| 4 =                          | unter 70 cm   |  |           |                |

Kanadische Silberfuchsfelle werden ebenfalls in den Größen 1, 2 und 3 angeboten.
Qualitäten und Farben
Die Klassifizierung nach Farbe und Qualität ist wie folgt:
Polnische Silberfüchse
Um 1988 war Polen der Anlieferer der größten Felle, ähnlich den russischen.
Sorten
Syrena 1               Bezeichnung
Syrena 2               für Sonderqualitäten
Syrena selected   } polnischer Qualitäten
A, B, C, jeweils unterteilt in 1 und 2, Inferior (Schwache), Damaged (beschädigt)
Farben
White silvery (nur für polnische Füchse), Full Silvery, Dark Silvery, Three Quarter Silvery, Half Silvery, Quarter Silvery.
Russische Silberfüchse werden, zusätzlich zu den Größen, in die Farbabstufungen medium, dark pale und ex pale sortiert.
Kanadische Silberfüchse kommen auf die Auktionen als
Sorten: A, B, C, unterteilt in 1 und 2. I, II, II, Damaged.
Farben: Wie Polnische, ohne White Silvery.
Die Anlieferung der Rohfelle erfolgt rund abgezogen, mit dem Haar nach außen.

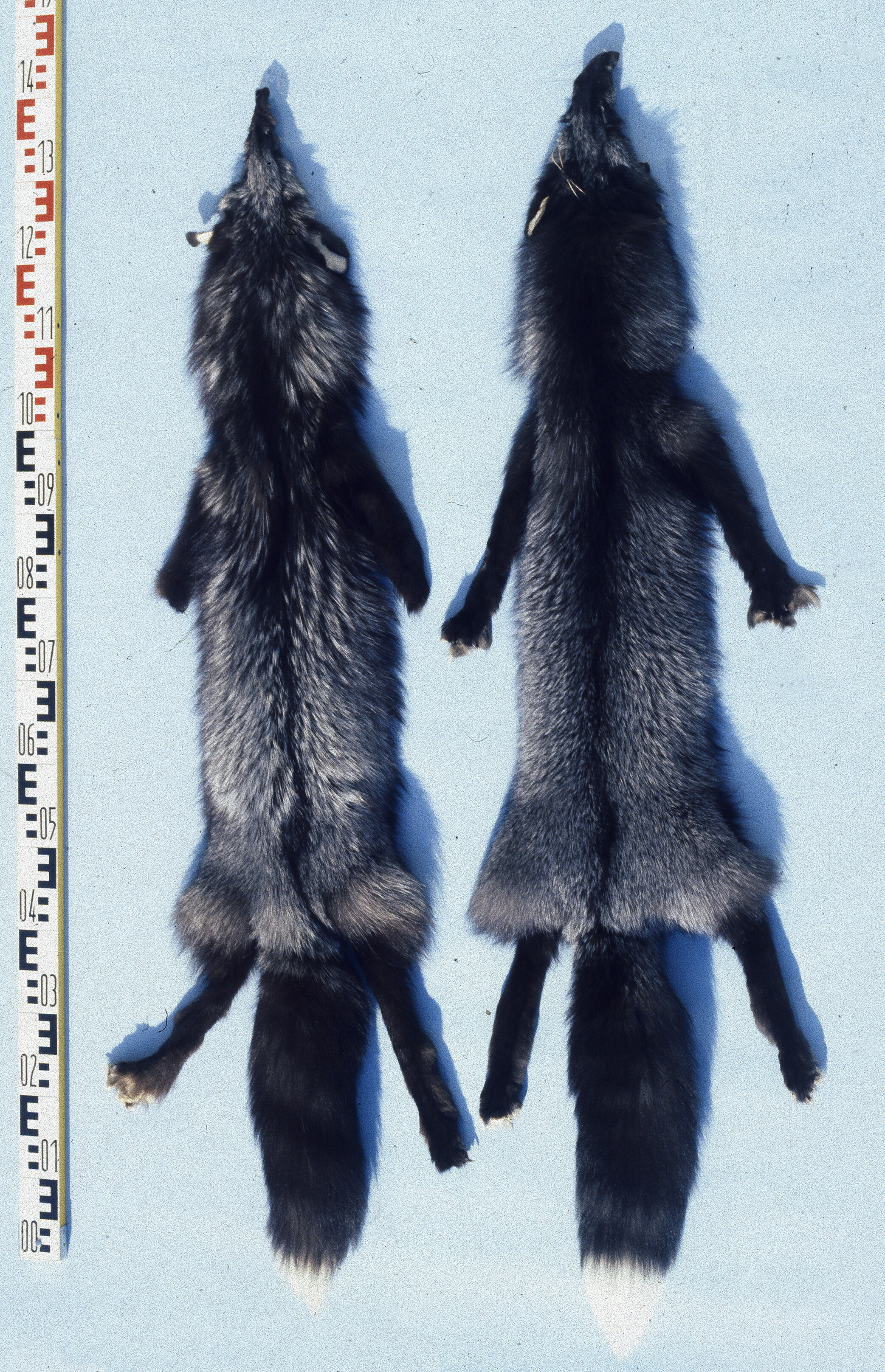
Links norwegisches, rechts russisches Silberfuchsfell (ca. 1978)

Weltangebot an gefarmten Silber- und Bluefrostfüchsen (Kreuzung aus Blau- und Silberfuchs) im Jahr 1986
|                          | Silberfuchs | Bluefrostfuchs |
| ------------------------ | ----------- | -------------- |
| Finnland                 | 250.000     | 350.000        |
| Norwegen                 | 130.000     | 80.000         |
| Kanada                   | 100.000     | -              |
| Sowjetunion (nur Export) | 75.000      | 15.000         |
| Polen (nur Export)       | 60.000      | -              |
| Dänemark                 | 40.000      | 30.000         |
| USA                      | 30.000      | -              |
| Schweden                 | 15.000      | 2.000          |
| Japan                    | 15.000      | -              |
| Island                   | 1.000       | 1.000          |
| Sonstige                 | 6.000       |                |
| gesamt                   | 772.000     | 481.000        |

Zu Beginn des Zweiten Weltkriegs hatte die Silberfuchsproduktion mit etwa 1¼ Millionen Fellen ihren Höhepunkt erreicht. Die Seltenheit und damit auch die Kostbarkeit waren dadurch geschwunden. Für beste Felle gab es noch 200 bis 300, für Spitzenware 500 Mark. Nach dem Krieg fiel der Preis weiter, bis die Mode sich ganz vom Langhaarpelz abwandte und der Verkaufserlös bei den meisten Züchtern die Gestehungskosten nicht mehr deckte.
Nach dem Ende der Langhaarmode war die Zucht bis 1955 auf 5000 Felle jährlich zurückgegangen, um nach einer Belebung der Nachfrage durch Japan ab 1965 mit Unterbrechung wieder zuzunehmen. Zumindest 9000 Felle warteten relativ erfolgreich zwölf Jahre in amerikanischen Kühlhäusern, bis sie dann nach Japan verkauft wurden. Lediglich in der Sowjetunion hatten sich aufgrund des weiterhin bis heute (2011) anhaltenden starken Inlandsverbrauchs größere Silberfuchszuchten erhalten. So wurden beispielsweise 1965 von dort nur noch 2000 bis 3000 Felle exportiert. 2007 betrug die Produktion an skandinavischen Silberfüchsen wieder 197 Tausend Felle (Quelle: Oslo Fur Auctions), die ebenfalls in bedeutender Menge nach Russland gingen.
In den zurückliegenden Jahren wurden durch Bleichen und Färben interessante neue Farbeffekte auf Silberfuchsfellen erzielt. Zumeist werden die Silberfuchsfelle für Kleinteile und Besätze verwendet, in Mitteleuropa nicht mehr so häufig für Jacken und Mäntel.

## Veredlung

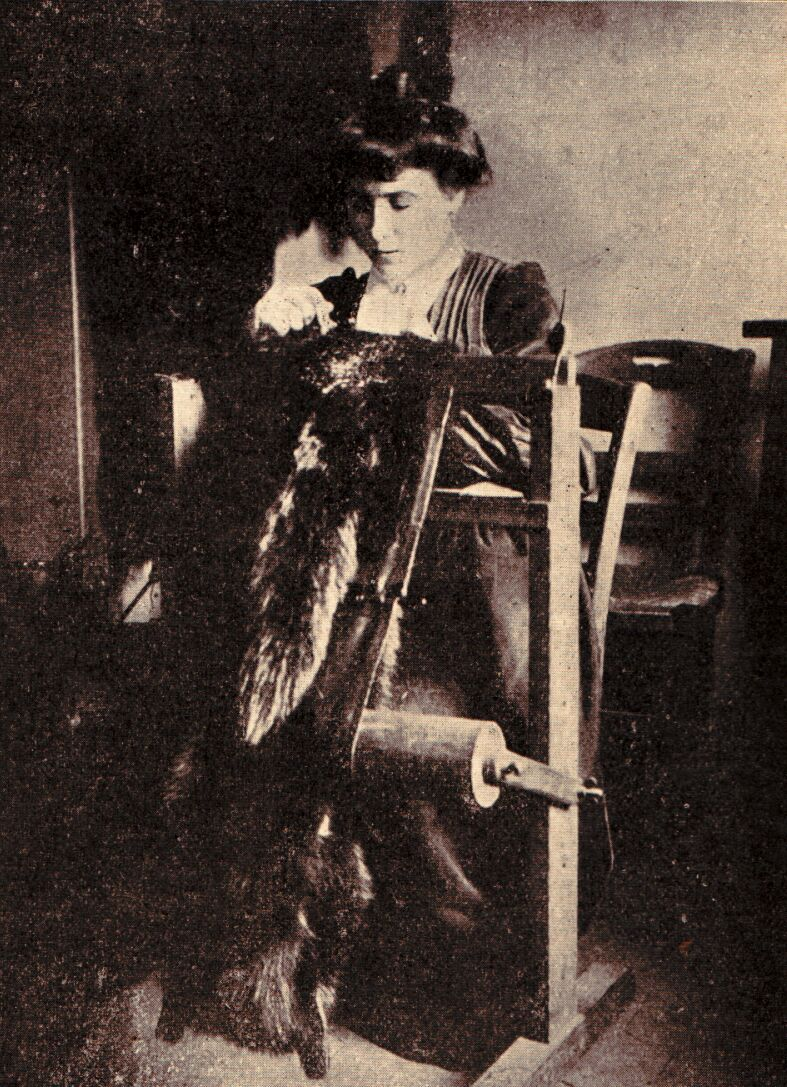
Eine Arbeiterin „veredelt“ eine preiswertere Fellart durch das Einsetzen weißer Haare („Spitzen“ genannt) auf Silberfuchs (nach 1900)

Da das Silberfuchsfell fast immer das teuerste aller Fuchsfelle war, wurden immer wieder andere Fellarten silberfuchsähnlich eingefärbt. In der Hauptzeit der Silberfuchsmode ging man sogar so weit, dass man in schwarz gefärbte Füchsfelle oder fuchsähnliche Felle mit Kautschukklebstoff weiße Haare anderer Fellarten einklebte, das so genannte „Spitzen“. 1968 meint Effi Horn in ihrem an die Pelzträgerin gerichteten Buch: „Feine weiße Spitzen lassen sich heute weniger mühsam durch kleine Färbekunststücke erzielen“.

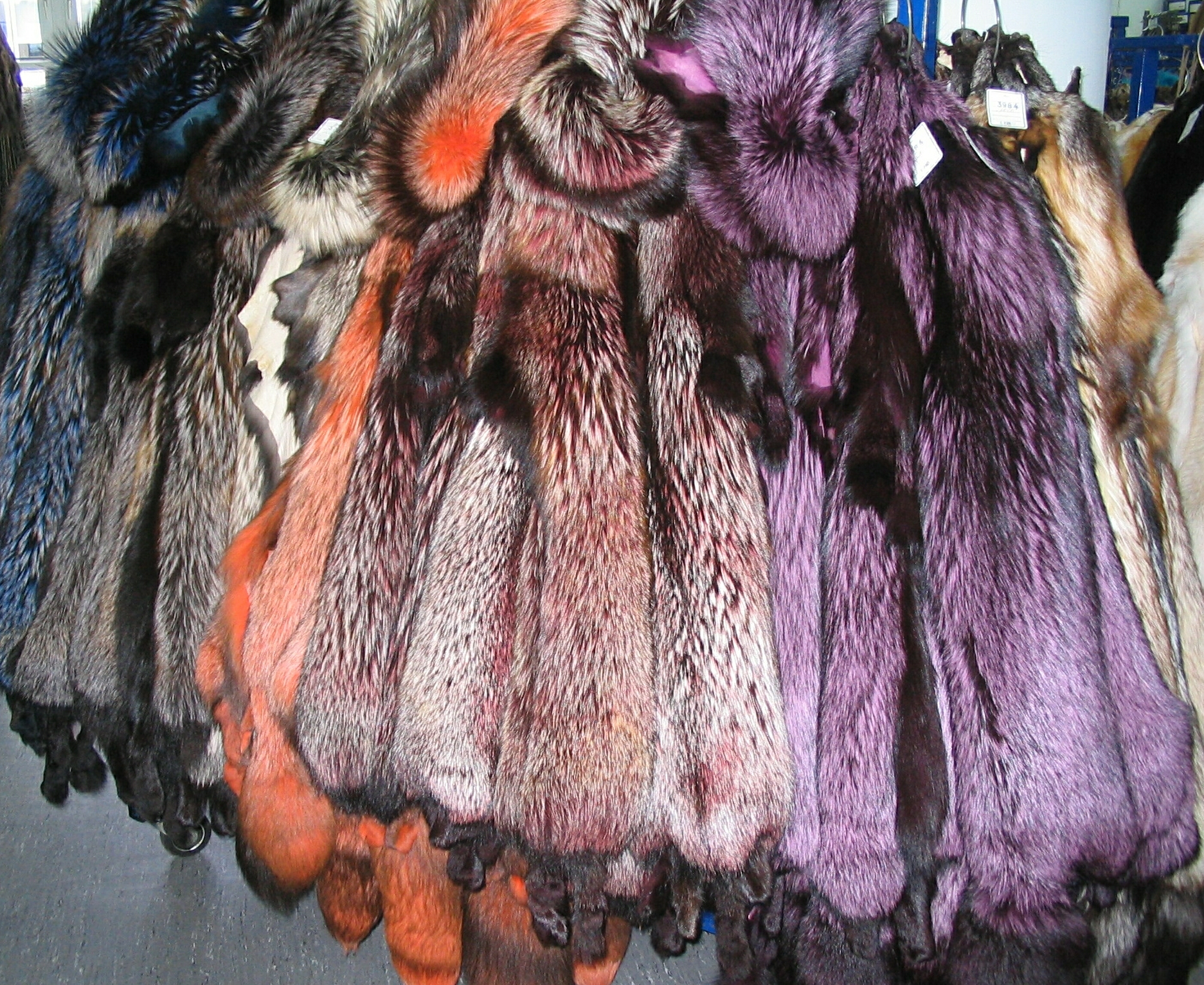
Silberfuchsfelle in Modefarben (2009)

Soweit missfarbige oder bräunlich farbige Silberfuchsfelle anfallen, werden sie in Veredlungsbetrieben farblich verbessert oder umgefärbt. Durch Entziehung des schwarzen Farbstoffes erhält man beispielsweise einen roströtlichen Farbtyp, der als Goldfuchs oder Gobifuchs in den Handel kam. Da „Goldfuchs“ bereits den sehr orangefarbenen, gezüchteten Rotfuchs benennt, wird er inzwischen als Crystal Fox beziehungsweise Kristallfuchs gehandelt, eine Bezeichnung die im deutschsprachigen Raum noch wenig geläufig ist.
Der Silberfuchs wird zum größeren Teil naturfarbig verarbeitet, aber auch in alle Modefarben eingefärbt, siehe → Pelzveredlung. Durch die nach dem Färben weiterhin dominierenden schwarzen Haaranteile entstehen dabei besonders lebhafte, weiterhin natürlich erscheinende Farbschattierungen.

## Verarbeitung, Verwendung

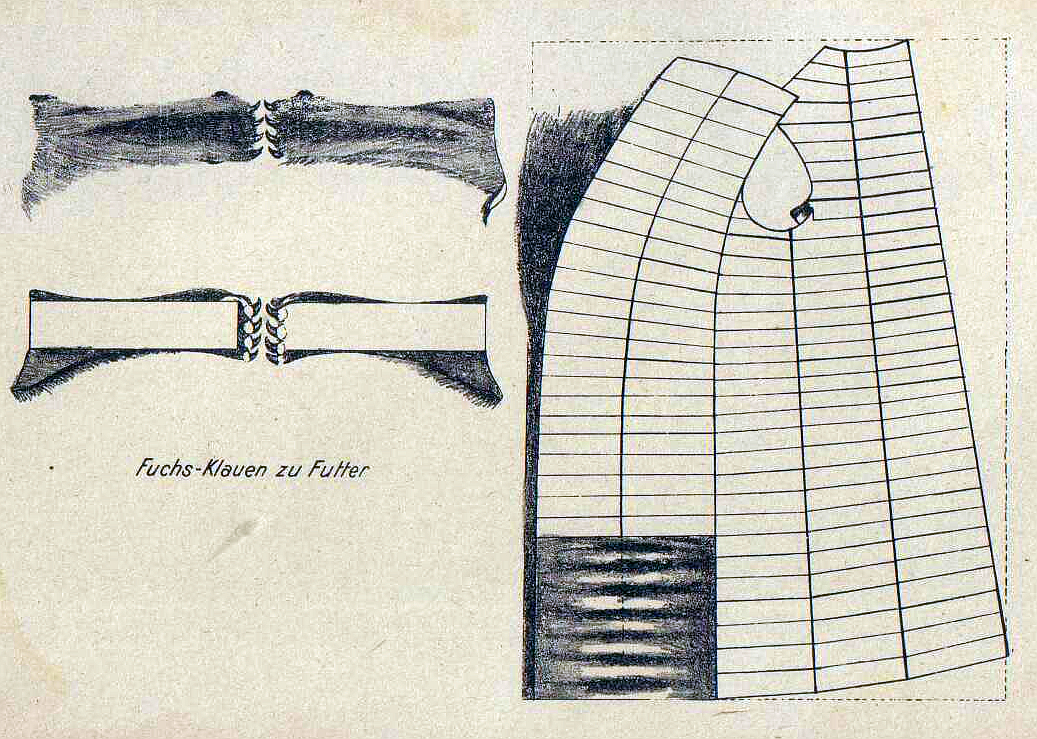
Fuchspfotenverarbeitung zu einem Innenfutter (1895)

Wie alle Fuchsfelle wird das Silberfuchsfell heute bevorzugt für Besätze und kleinere Accessoireteile genutzt, als besonders eindrucksvolles Material jedoch auch für opulente Mäntel und Jacken, gelegentlich auch als hochwertiges Wohnaccessoire für Felldecken. Für die Herstellung der bis in die 1960er Jahre sehr beliebten Fellschals in Tierform siehe → Fuchskolliers.
Der Verbrauch für einen Silberfuchsmantel der Größe 40 wird im Jahr 1989 entsprechend der damaligen Mode mit 10 bis 16 Fellen angegeben.
Wie bei den meisten Fellarten wird auch vom Silberfuchs jedes Fellteil verarbeitet. Aus den Läufen werden Fuchspfotentafeln gearbeitet, fälschlicherweise auch Fuchsklauentafeln genannt, die Bezeichnung Klaue sollte eigentlich den Lammextremitäten vorbehalten sein. Auch die Stirnstücken werden zu Tafeln beziehungsweise Mantel- oder Jacken-„Bodys“ zusammengesetzt. Diese Halbfertigprodukte werden dann weiter bevorzugt zu Pelzinnenfuttern, aber auch zu Mänteln, Jacken, Westen und anderem verarbeitet. Der Hauptort für die Verwertung der in Europa anfallenden Pelzreste ist Kastoria in Griechenland sowie der in der Nähe liegende kleinere Ort Siatista. Aus den Schweifen werden Kapuzenverbrämungen gearbeitet, auch dienen sie als auffällige Schlüssel- oder Taschenanhänger, in den 1970ern war ein Fuchsschweif, möglichst vom Silberfuchs, ein Symbol für „prollige“ Opel-Manta-Fahrer, die damit ihre Autoantennen schmückten.

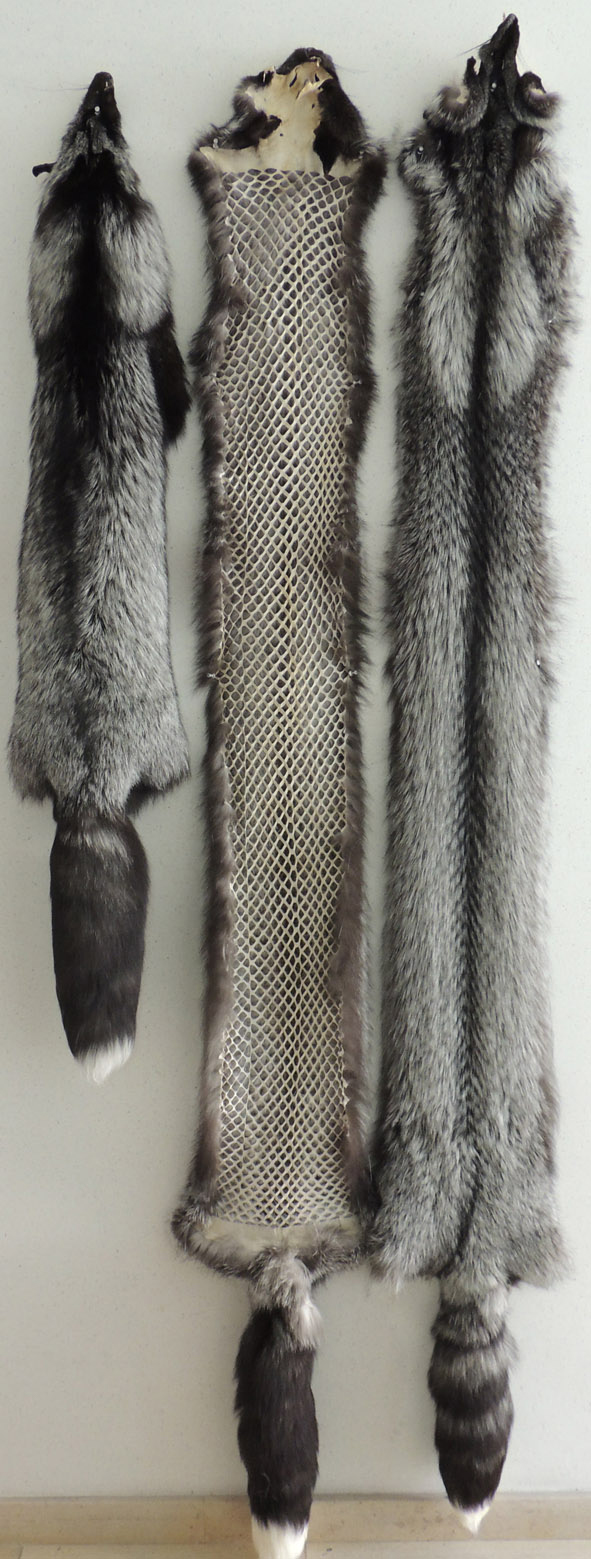
Links: Silberfuchsfell Mitte: luftgalonierte Lederseite rechts: Haarseite
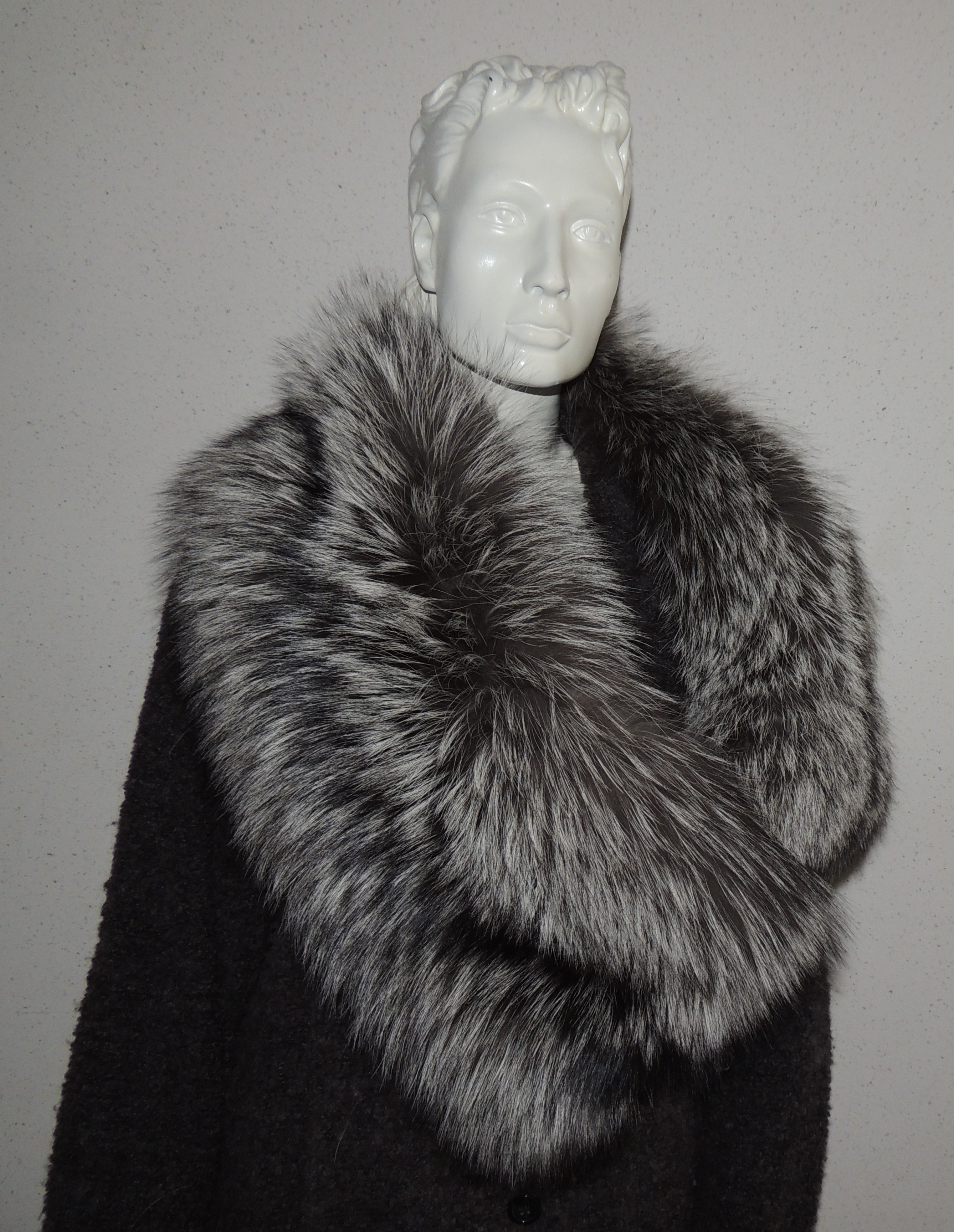
Luftgalonierter Silberfuchsschal (2012)

Für kleine Pelzteile kann das Silberfuchsfell mit seiner, bei guter Gerbung in feuchtem Zustand sehr zügigem Leder, in die benötigte Form gespannt werden. Seit der Einführung der Pelznähmaschine um 1870 ist es zu wirtschaftlichen Kosten möglich, durch das so genannte Auslassen Fuchsfelle in der Form beliebig zu verändern. Hierbei werden vor allem durch schmale V- bzw. A-förmige Schnitte die Felle auf Kosten der Breite in jede gewünschte Länge, bis hin zum bodenlangen Abendmantel, gebracht.
Die in der Unterwolle stark verfilzten Silberfuchsfelle, ebenso wie die Polarfuchsfelle, lassen sich durch das Galonieren im Haar auflockern und in der Fläche vergrößern. Dabei werden sehr schmale Lederstreifen in das Fell genäht, ohne dabei den Haarfilz aufzureißen. Macht sich der Kürschner die Mühe nicht und teilt vor dem Einnähen das Wollhaar, oder aber sind die Galons zu breit um vom Haar abgedeckt zu werden, wird der Arbeitsvorgang entsprechend dem dabei entstehenden Muster „Federn“ genannt.
Beim Luftgalonieren wird das Leder nur eingeschnitten und die Einschnitte zu einer gitterartigen Struktur ausgespannt und anschließend fixiert. Das Ergebnis ist ein besonders duftiges, weich fallendes Produkt bei gleichzeitiger Flächenvergrößerung.

## Preisentwicklung der Schwarz-Silberfüchse

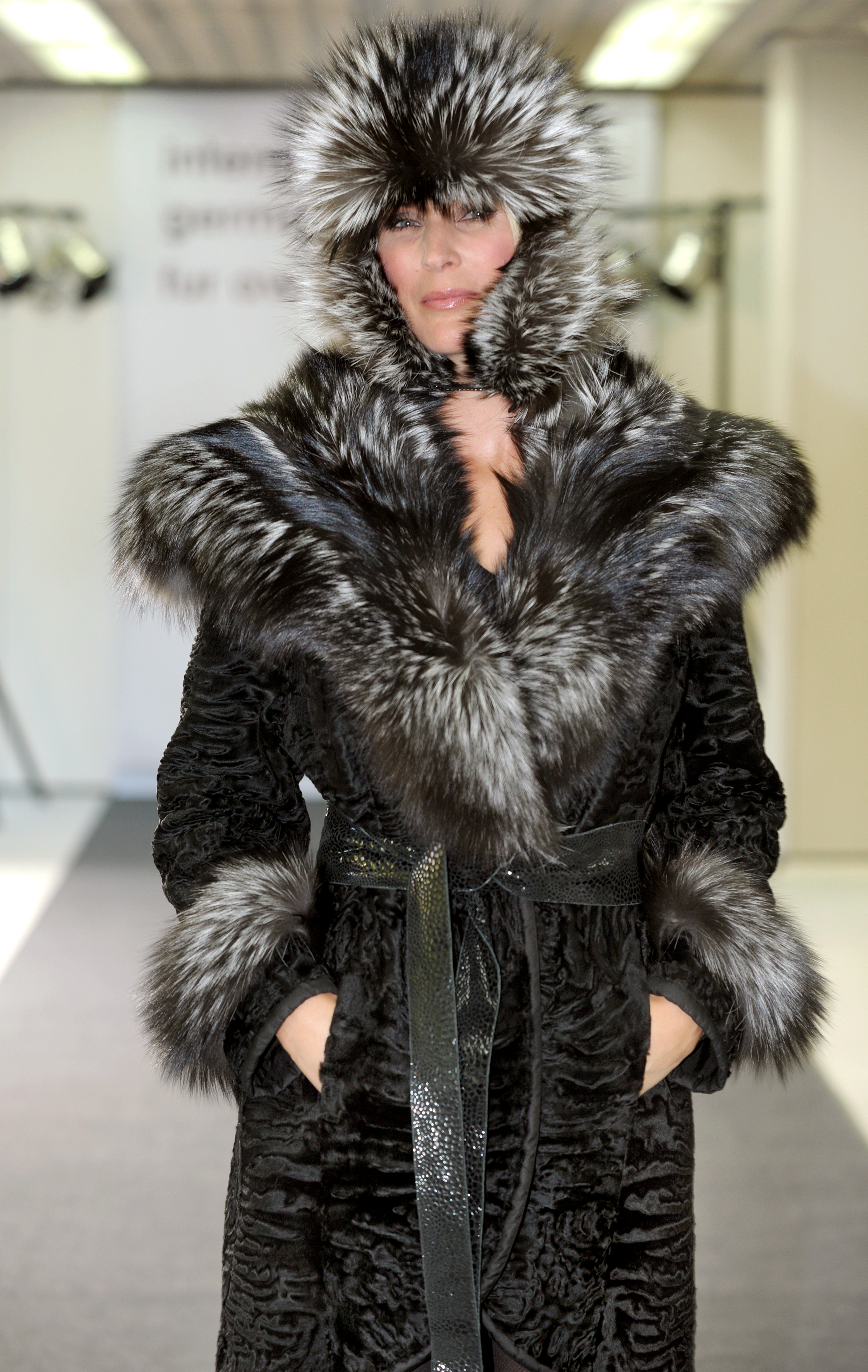
Swakara-Mantel mit Silberfuchskragen und -manschetten, Silberfuchsmütze (2009)

Quelle:
- 10. Jahrhundert – Arabischer Handel

Schwarzfüchse – mehr als 100 Goldstücke. (nach Masûdi († 957))
- 16. Jahrhundert – Russland

Schwarzfüchse – 30 bis 40 Dukaten
Im Vergleich dazu kosteten Rotfüchse im Sortiment zu 100 Fellen je 2 Rubel.
- 17. Jahrhundert – Russland

Schwarzfüchse – etwa 50 Rubel.
- 18. Jahrhundert – Russland

Zu der Zeit, in der in Russland weitgehend noch die Naturalwirtschaft herrschte, wurde der Tribut noch in Fellen abgeliefert und die Lager waren zeitweise überfüllt, was den Preis drückte. Der unterschiedliche Wert der einzelnen Fellarten im innerrussischen Handel, hier dargestellt am Etat des russischen Botschafters Weljeminoff in Wien:
```
               
  Stück   Wert je Fell                       Stück   Wert je Fell

Feh            337.234     0,02 Rubel      Biber            3.000     0,97 Rubel
Marder          20.040     0,26 Rubel      Wölfe            1.000     0,53 Rubel
Zobel           40.360     0,70 Rubel      Silberfüchse       120     4,70 Rubel
[
44
]
```

- 1730

Der Preis für einen „recht großen schwartzen Fuchs“ beträgt bis über 400 Rubel.
- 1770–1772 – Kiachta (Russland)

Schwarze Füchse, Haarspitzen eisgrau – 4 bis 180 Rubel
Schwarze Füchse, aus Kanada – 1 bis 100 Rubel.
- 1787

Petersburg
Schwarze Füchse der besten Sorte – ohne Preis
sehr schöne – 80 Rubel
geringere – 15 Rubel.
Kiachta (Russland)
Schwarze mit eisgrauen und anderen Haarspitzen – 4 bis 180 Rubel.
Nürnberg
Schwarze, verschiedene Sorten – 10 bis 30 Gulden
Außerdem ist in dem Handels-Handbuch, aus dem die Angaben aus 1878 stammen, vermerkt, dass die Chinesen für die kostbaren Felle bis 100 Rubel zahlen und dass für einen Fuchs bis zu 400 Rubel bezahlt worden sein sollen.
- 1798 – Russland

Ein ganz schwarzer Fuchs übertrifft alles Pelzwerk, selbst das vom besten Zobel. Es wird fast für unschätzbar gehalten.
- 1800 – Russland

Zu Beginn des 19. Jahrhunderts betrug der Preis für einen Schwarzfuchs 600 bis 1000 Rubel.
- 1821 – Kamtschatka (Russland, Sibirien)

Schwarzfüchse – 35 bis 210 Thaler
Silberfüchse – 70 Thaler
Die meisten Pelzjäger, insbesondere aber eingeborenen Zwischenhändler, waren sich des Werts ihrer Felle durchaus bewusst. Oft wurden die schönsten Felle zu den verlangten hohen Preisen nicht sofort verkauft.
- 1857 – Russland

Russischer Zolltarif von 1857:
Schwarzfüchse, Chinchilla und Zobel – 3 Silberrubel 50 Kopeken
Der gleiche Zoll galt nach dem bisherigen Tarif.
Andere Füchse wurden bei der Einfuhr über die See mit 40 Kopeken Zoll belegt, zu Lande mit 30 Kopeken. Zuvor galt der höhere Tarif mit 75 Kopeken zu 50 Kopeken. Die Einfuhren aus Finnland waren wegen der Personalunion mit dem russischen Zaren, der gleichzeitig Großfürst von Finnland war, begünstigt. Der neue Tarif betrug hier 20, gegenüber davor 45, Kopeken.
- 1864 – Leipzig

Schwarzfüchse – etwa 300 Thaler
Schwarzfüchse, nur wenig gesilbert – etwa 300 Thaler
Silbrige Felle – 50 bis 200 Thaler.

Resteverwertung
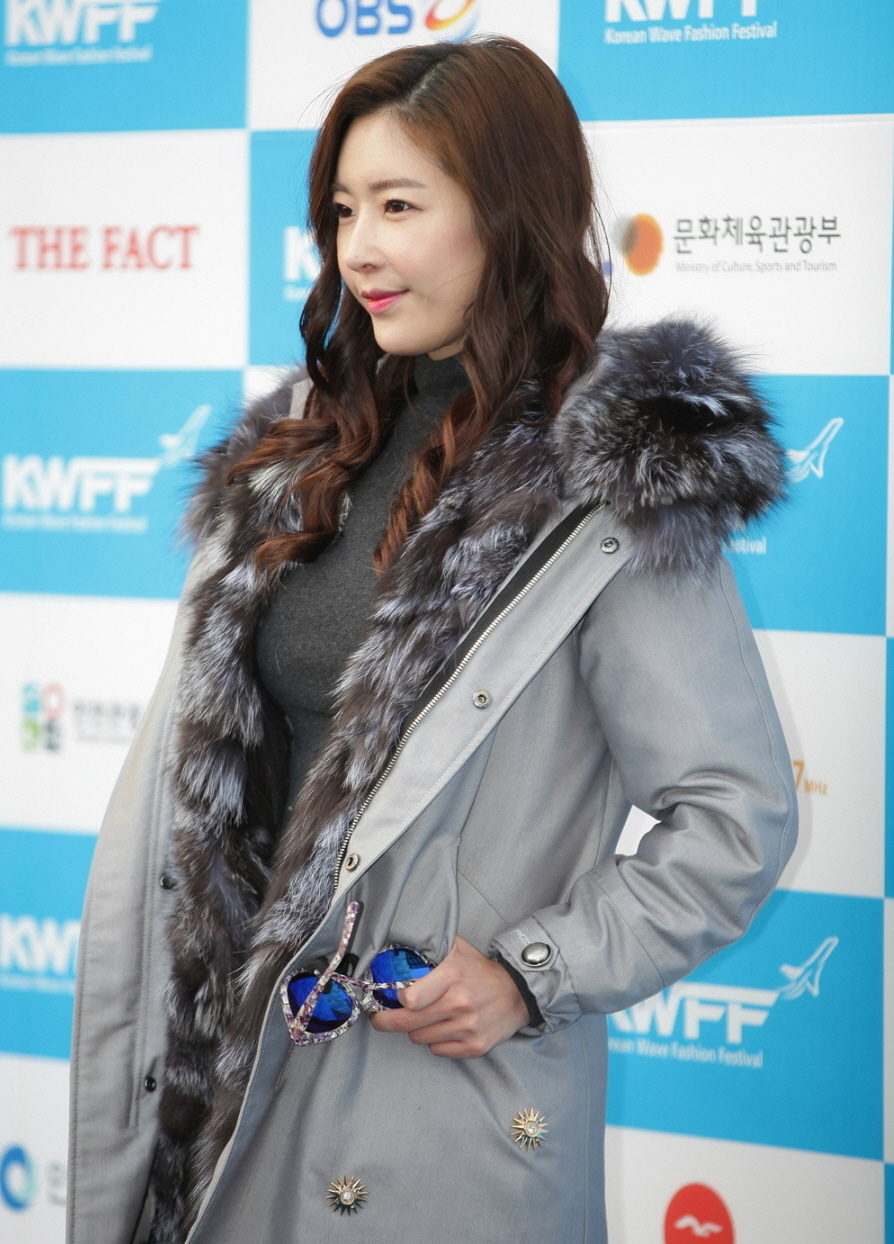
Innenfutter aus Silberfuchsstücken (2015)
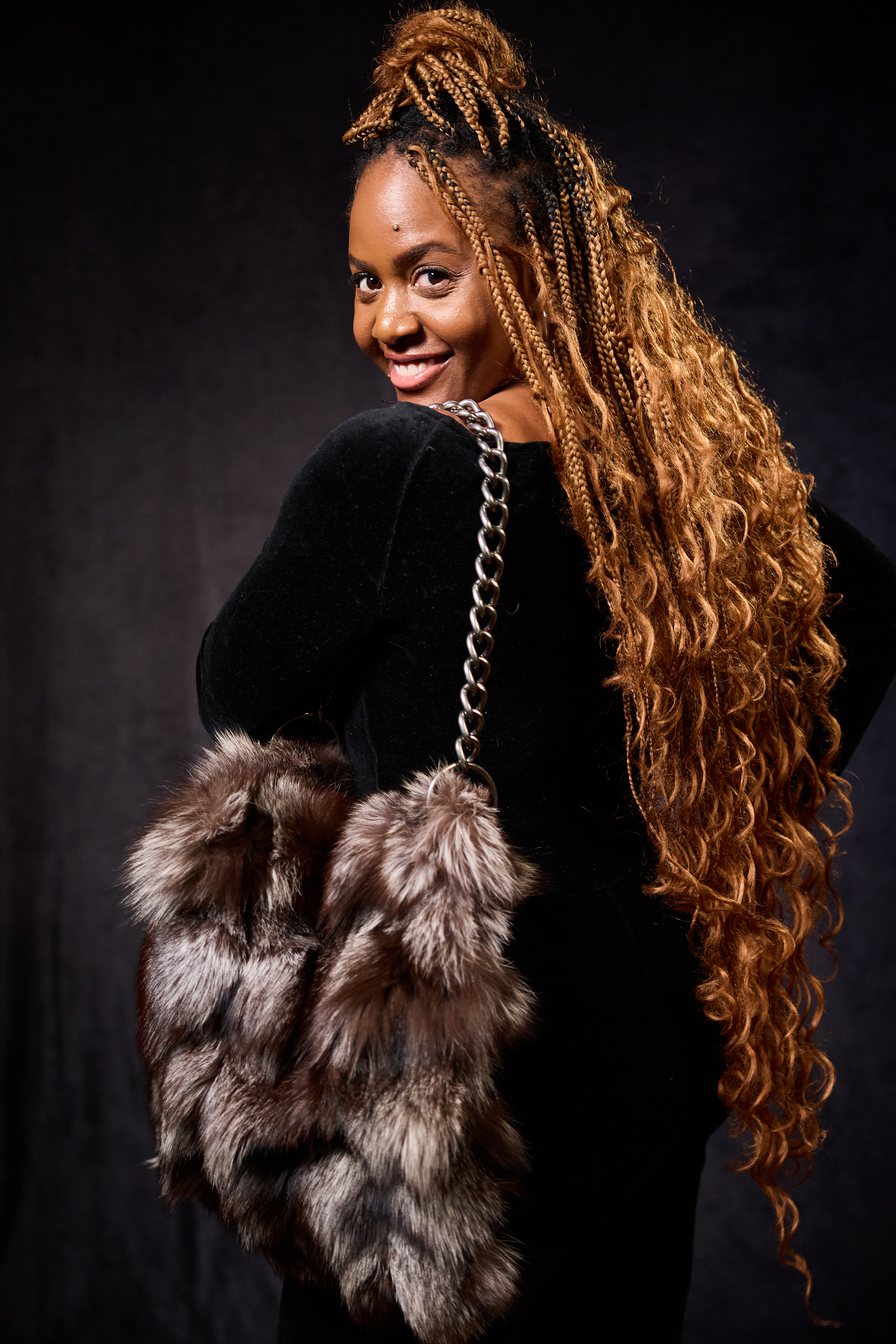
Tasche aus Silberfuchsstücken (Cynthia Okorafor, 2024)

- 1881 – Kanada

Schwarz-Silberfüchse – 75 bis 100 Dollar.
- 1900 – Londoner Auktionen – Welternte etwa 3000 bis 4000 Felle

Schwarzfuchs, Spitzenqualität – 500 ₤ (über 10.000 Goldmark)
Silberfuchs (Dalton-Farm (Prince Edward Island)) – 7.950 Mark.
- 1900 – Leipzig

Silberfüchse – durchschnittlich 500 Mark.
- 1910 – Londoner Auktionen

25 Silberfuchsfelle erzielten einen Durchschnittspreis von – 1400 Dollar, Spitzenfelle – 2500 bis 2800 Dollar.
- 1924 – Kanada

Auf den „Prinz-Edward-Inseln“ (Prince Edward Island) gab es zusammen 12.500 Silberfüchse. Davon wurden 4000 exportiert, davon 3400 in die Vereinigten Staaten. Im Jahr darauf kamen etwa 2076 Felle auf die Februarauktion, das bis dahin größte Angebot.
Etwa annähernd 90 Prozent aller auf dem Rohfellmarkt verkauften Silberfuchsfelle stammten bereits von farmgezüchteten Tieren.
| In Amerika wurde der Wert eines Silberfuchsfelles nach folgender Tabelle beurteilt: | In Amerika wurde der Wert eines Silberfuchsfelles nach folgender Tabelle beurteilt: |
| ----------------------------------------------------------------------------------- | ----------------------------------------------------------------------------------- |
| Länge und Dichte des Grannenhaares                                                  | 22 %                                                                                |
| Farbe                                                                               | 18 %                                                                                |
| Haarfestigkeit im Leder                                                             | 18 %                                                                                |
| Größe des Felles                                                                    | 10 %                                                                                |
| Beschaffenheit und Wollständigkeit des Felles                                       | 5 %                                                                                 |
| Länge des Wollhaares                                                                | 5 %                                                                                 |
| Dichte des Wollhaares                                                               | 5 %                                                                                 |
| Farbe des Wollhaares                                                                | 5 %                                                                                 |
| Länge des Schweifes                                                                 | 4 %                                                                                 |
| Breite des Schweifes                                                                | 3 %                                                                                 |
| weiße Spitze des Schweifes                                                          | 5 %                                                                                 |
|                                                                                     | 100 %                                                                               |

- 1926 – Schweden

„In Schweden trafen aus Alaska die ersten Zucht-Silberfüchse ein. Wert der Sendung 110.000 Dollar.“
- 1932 – Berlin

Auf dem Berliner Kurfürstendamm eröffnet das „erste Silberfuchs-Spezialgeschäft“. Die Silberfuchskolliers werden in drei Serien angeboten: Serie I kostet 145 RM., Serie II 195 RM, Serie III 245 RM.
- 1935 – New York

Auf einer New Yorker Modenschau erhielt von 150 ausgestellten Pelzumnahmen eine aus acht Silberfüchsen den ersten Preis. Der Hersteller war die Firma Russeks, Fifth Avenue. Im Einzelhandel wurde diese Umnahme (Cape?, dieses Teil wurde in der Meldung auch als Jacke bezeichnet) für 1500 Dollar verkauft.
- 1937 – USA

Der höchste seit 1910 für ein Silberfuchsfell bezahlte Preis, auf einer Versteigerung erzielt von der Fromm Bros. Inc., Hamburg/Wisconsin, betrug 2100 Dollar.
- 1939/40

Größte Silberfuchs-Welternte mit etwa 1 ¼ Millionen Fellen.
Felle guter Qualität – 150 bis 200 Mark
Spitzenqualitäten – etwa 500 Mark.
Etwa 40.000 Felle kamen aus Finnland, das in die (im Jahr 1916 begonnene) Silberfuchszucht investierte Kapital betrug etwa 90 Millionen Finnmark. Die Felle kamen hauptsächlich von Kleinfarmen mit einem durchschnittlichen Tierbestand von 25 Füchsen.
- Vor 1944 – Deutschland

Es betrug der Höchstpreis für Silberfuchsfelle: beste 550,- RM; mittlere 500,- RM.
- 1946 – USA

Durchschnittspreis für Silberfüchse – 35,45 Dollar (etwa 149 Mark).
- 1953 – USA

Durchschnittspreis für Silberfüchse nur noch – 7,94 Dollar (etwa 32,50 Mark).
Nach Angaben der amerikanischen Züchter betrugen die Produktionskosten in der Zeit der Hochkonjunktur je Fell 30 Dollar.
- 1966 – USA

Silberfüchse – 65 Dollar
Pearlfüchse (Mutationsfarbe) – 55 Dollar
Mauve Amber (braune Mutationsfarbe) – 45 Dollar.
- 2002/03 – Dänemark

47.856 Felle, Durchschnittspreis – 744 Dänische Kronen (100,09 €).